# Santa Marina de Torre
Santa Marina de Torre es una localidad española del municipio de Torre del Bierzo, en la provincia de León, comunidad autónoma de Castilla y León. Se encuentra en la comarca de El Bierzo.

## Situación
Limita con Torre del Bierzo al NE, Santa Cruz de Montes al E, San Andrés de las Puentes al O, y La Ribera de Folgoso y Albares de la Ribera al N.

## Historia
Fue cabecera del municipio en la primera mitad del siglo XX, al estar situada entre Albares de la Ribera (donde está la actividad agrícola y el valle berciano) y de Torre del Bierzo (donde está la actividad minera que dio vida a la zona durante todo el siglo XX).

## Evolución demográfica
| 2000 | 2001 | 2002 | 2003 | 2004 | 2005 | 2006 | 2007 | 2008 | 2009 | 2010 | 2011 |
| 313  | 314  | 304  | 294  | 273  | 264  | 268  | 225  | 222  | 207  | 210  | 213  |

- Datos: Q6120508
- Multimedia: Santa Marina de Torre / Q6120508